# Nakkerud
Nakkerud är en tätort i Ringerike kommun i Buskerud fylke i sydöstra Norge. Orten ligger vid riksväg 350 och Bergenbanan (Randsfjordbanan), väster om sjön Tyrifjorden.